# Konserwatyzm (językoznawstwo)
Konserwatyzm – postawa językowa oparta na przekonaniu, że nie należy akceptować zbędnych innowacji językowych, ponieważ elementy już w języku istniejące całkowicie wystarczają. Postawa taka istniała już w polszczyźnie w XIX wieku.
Konserwatyści języka polskiego żywią więc niechęć wobec takich wyrazów jak puzzle (wystarczy „układanka”), a także wobec nowych form wyrazowych i ich odmian, jak „mielić” (według konserwatystów powinno być tradycyjnie „mleć”, i odpowiednio: „mełłem”, a nie „mieliłem”) czy „ścielić” (tradycyjnie „słać” i odpowiednio: „słałem”, a nie „ścieliłem”), ponieważ formy tradycyjne mają oparcie w historii języka. Bywa również, że konserwatyści żywią niechęć wobec neologizmów tworzonych przez pisarzy.
Odmianą konserwatyzmu językowego, opartą na przesłankach emocjonalnych, a nie racjonalnych, jest puryzm tradycjonalistyczny.